# Seznam italijanskih nogometnih trenerjev
Seznam italijanskih nogometnih trenerjev.

## C
- Luigi Cagni
- Mauro Camoranesi
- Fabio Capello
- Alberto Cavasin

## L
- Marcello Lippi

## M
- Cesare Maldini
- Roberto Mancini

## P
- Giuseppe Pillon
- Cesare Prandelli

## R
- Claudio Ranieri
- Edoardo Reja
- Delio Rossi

## S
- Nedo Sonetti

## T
- Attilio Tesser